# Stenocranus tamagawanus
Stenocranus tamagawanus är en insektsart som beskrevs av Matsumura 1935. Stenocranus tamagawanus ingår i släktet Stenocranus och familjen sporrstritar. Inga underarter finns listade i Catalogue of Life.